# فرانک فردریکسون
فرانک فردریکسون (انگلیسی: Frank Fredrickson; ۳ ژوئن ۱۸۹۵ – ۲۸ مهٔ ۱۹۷۹) بازیکن هاکی روی یخ ایسلندی‌تبار اهل کانادا بود.
وی همچنین برندهٔ جوایزی همچون تالار افتخارات هاکی و جام استنلی شده‌است.